# Hans Fitting
Hans Fitting (nació el 13 de noviembre de 1906 en München-Gladbach (ahora Mönchengladbach) – murió el 15 de junio de 1938 en Königsberg (ahora Kaliningrad)) fue un matemático que trabajó en la Teoría de grupos. Demostró el Teorema de Fitting y el Lema de Fitting, y definió el subgrupo de Fitting en la teoría de Grupo finito, la descomposición de Fitting para el Álgebra de Lie y los ideales de Fitting en la teoría de anillos.
Después de terminar su trabajo de licenciatura en 1931, escribió su tesis con la ayuda de Emmy Noether, quien le ayudó a conseguir una beca de la Notgemeinschaft der Deutschen Wissenschaften (Sociedad de Emergencia para Ciencias Alemanas). Murió a la edad de 31 años de una enfermedad ósea repentina.